# Tarumã (São Paulo)
Tarumã é um município brasileiro localizado na região oeste do estado de São Paulo. Sua população estimada em 2024 (segundo o IBGE) era de 15.248 habitantes.

## Toponímia
No vocabulário tupi, a palavra tarumã designa uma árvore silvestre medicinal que tem, em média, de 3 a 10 metros de altura e existia em abundância no local, geralmente à margem dos córregos. Ela tem aspecto parecido com o do ipê-roxo e era comum no Vale do Paranapanema, tendo, contudo, sofrido os efeitos da devastação das matas naturais, promovida pela monocultura da cana-de-açúcar. Conta-se que a espécie não se extinguiu por completo graças a um pároco local que trouxera as mudas de Mato Grosso, plantando-as no pátio da Acruta (Associação Comunitária do Centro Rural de Tarumã), onde elas se encontram até hoje, preservadas da extinção. Após a emancipação, muitas outras árvores foram plantadas.

## História
A cidade de Tarumã, com o nome primitivo de Vila Lex, foi formada a partir de um povoado fundado por Gilberto Lex em 1924. Ele herdou uma grande quantia de terras de seu pai, Mathiae Lex, imigrante alemão que chegou ao Brasil em 1825.
Esta propriedade se situava na região de Assis, entre a cabeceira da Fortuna e o Rio Paranapanema. Dessas terras ele escolheu as que se localizavam na cabeceira do rio Tarumã e fez ali sua fazenda a qual deu o nome de fazenda “Dourado Tarumã“. A parte restante de suas terras foram divididas em pequenos lotes que passou a vendê-los a pequenos proprietários que então se estabeleceram nas proximidades da fazenda Lex.
A partir desse momento a Vila inicia um progresso passando não só a receber novos moradores como também a primeira igreja e a primeira escola, tudo sob os cuidados de Gilberto Lex.
A vila foi elevada a distrito de paz em 1927 e a município em 1990. O primeiro prefeito do município foi Oscar Gozzi, principal nome no processo de emancipação do município de Tarumã, tendo como vice Waldemar Schwarz, pertencente a uma das primeiras famílias a se mudar para a região.

### Formação territorial-administrativa
Histórico da formação do município:
- Distrito criado no município de Assis pela Lei nº 2.203, de 20/10/1927.
- Município criado pela Lei nº 6.645, de 09/01/1990.

## Geografia
Localiza-se a uma latitude 22º44'48" sul e a uma longitude 50º34'38" oeste, estando a uma altitude de aproximadamenre 440 metros. A distância rodoviária até a capital do estado é de 460 km.

### Limites
NorteAssis e Maracaí
SulFlorínea
LesteCândido Mota
OesteCruzália

### Relevo
O relevo do município é plano e suavemente ondulado.

### Solo
Constituído 70% por latossolos roxos e 20% por latossolos vermelho-escuros. O restante está dividido entre podzólicos vermelho-amarelo, vermelho-escuro, terra roxa estruturada, solos litólicos e hidromórficos.

### Hidrografia
- Ribeirão Tarumã afluente do rio Paranapanema
- Ribeirão do Bugio
- Ribeirão do Dourado
- Córrego da Aldeia
- Córrego da Prata
- Córrego da Paca
- Córrego da Palmeira
- Córrego Boa Vista
- Córrego do Bugiozinho
- Córrego Santo Antônio
- Água Bonita
- Água da Onça

### Clima
O clima de Tarumã é quente e úmido, de características subtropicais, com invernos amenos e verões quentes.
| Temperatura e precipitação média em Tarumã | Temperatura e precipitação média em Tarumã | Temperatura e precipitação média em Tarumã | Temperatura e precipitação média em Tarumã | Temperatura e precipitação média em Tarumã | Temperatura e precipitação média em Tarumã | Temperatura e precipitação média em Tarumã | Temperatura e precipitação média em Tarumã | Temperatura e precipitação média em Tarumã | Temperatura e precipitação média em Tarumã | Temperatura e precipitação média em Tarumã | Temperatura e precipitação média em Tarumã | Temperatura e precipitação média em Tarumã | Temperatura e precipitação média em Tarumã |
| Mês                                        | Jan                                        | Fev                                        | Mar                                        | Abr                                        | Mai                                        | Jun                                        | Jul                                        | Ago                                        | Set                                        | Out                                        | Nov                                        | Dez                                        | Ano                                        |
| ------------------------------------------ | ------------------------------------------ | ------------------------------------------ | ------------------------------------------ | ------------------------------------------ | ------------------------------------------ | ------------------------------------------ | ------------------------------------------ | ------------------------------------------ | ------------------------------------------ | ------------------------------------------ | ------------------------------------------ | ------------------------------------------ | ------------------------------------------ |
| Temperatura média °C                       | 26.0                                       | 26.0                                       | 26.0                                       | 24.0                                       | 20.0                                       | 19.0                                       | 19.0                                       | 20.0                                       | 22.0                                       | 24.0                                       | 25.0                                       | 26.0                                       | 23.1                                       |
| Mínima temperatura média °C                | 20.0                                       | 20.0                                       | 19.0                                       | 17.0                                       | 13.0                                       | 11.0                                       | 11.0                                       | 12.0                                       | 14.0                                       | 17.0                                       | 18.0                                       | 20.0                                       | 16.0                                       |
| Máxima temperatura média °C                | 32.0                                       | 31.0                                       | 32.0                                       | 31.0                                       | 27.0                                       | 26.0                                       | 26.0                                       | 29.0                                       | 29.0                                       | 31.0                                       | 32.0                                       | 32.0                                       | 29.8                                       |
| Precipitação média mm                      | 221.8                                      | 201.1                                      | 135.3                                      | 86.5                                       | 98.0                                       | 71.6                                       | 47.0                                       | 42.4                                       | 85.8                                       | 119.9                                      | 130.8                                      | 190.2                                      | 1430.4                                     |

### Rodovias
- SP-333, no trecho de ligação entre Assis e Londrina.
- TAR-060, no trecho de ligação entre Tarumã e Maracaí
- Rodovia do Álcool, no trecho de ligação com a Raízen e a SP-266

## Demografia

### Dados demográficos
Em 2016 ocupou a 491º posição no ranking das melhores cidades do Brasil para se viver e a 196º colocação das melhores cidades do estado de São Paulo, segundo o Índice FIRJAN de Desenvolvimento Municipal.
Em 2017 deu início ao Projeto Tarumã 100 Anos, com o objetivo de aumentar o IDH da cidade da posição 488 (2010) para um dos 10 maiores do país até 2027, quando completa cem anos da data em que se tornou distrito.
Dados do Censo - 2000
População total: 10.743 hab.
- Urbana: 89.79%
- Rural: 10.21%

Índice de Desenvolvimento Humano (IDH-M) - 2010: 0,753
- IDH-M Longevidade: 0.852
- IDH-M Renda: 0.738
- IDH-M Educação: 0.680[18]

### Raças
O censo do ano 2000 do IBGE apresenta a seguinte composição etnográfica no município de Tarumã:
| Cor/Raça       | Porcentagem |
| -------------- | ----------- |
| Branca         | 77,9%       |
| Negra          | 3%          |
| Parda          | 18,7%       |
| Amarela        | 0,1%        |
| Sem Declaração | 0,3%        |

Fonte: Censo 2000 - IBGE

## Política e administração

### Governo
- Prefeito: Oscar Gozzi (2017/2020)
- Vice-prefeito:  Fernando Baratela (2017/2020)
- Presidente da câmara:  José Adilson Perciliano (2017/2018)Brasão Oficial de Tarumã

Prefeitos

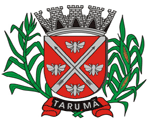
Brasão Oficial de Tarumã

- Oscar Gozzi - 1 de janeiro de 1993 a 31 de dezembro de 1996
- Edson Schwarz - 1 de janeiro de 1997 a 31 de dezembro de 2000
- Antônio Cunha - 9 de agosto de 1999 a 9 de fevereiro de 2000
- Oscar Gozzi - 1 de janeiro de 2001 a 31 de dezembro de 2004
- Oscar Gozzi - 1 de janeiro de 2005 a 31 de dezembro de 2008
- Jairo da Costa e Silva - 1 de janeiro de 2009 a 31 de dezembro de 2012
- Jairo da Costa e Silva - 1 de janeiro de 2013 a 31 de dezembro de 2016
- Oscar Gozzi - 1 de janeiro de 2017 a 31 de dezembro de 2020

### Subdivisões
O município de Tarumã é constituído somente pelo distrito sede.

### Símbolos oficiais
- Hino de Tarumã

O hino oficial do município é de autoria de Maria Alice Fernandes, cidadã tarumãense que compôs a letra e a melodia do hino, vencedora do concurso em 1996, que contou com participantes da região; dentre os hinos apresentados, o seu foi o escolhido.

## Economia

### Agricultura

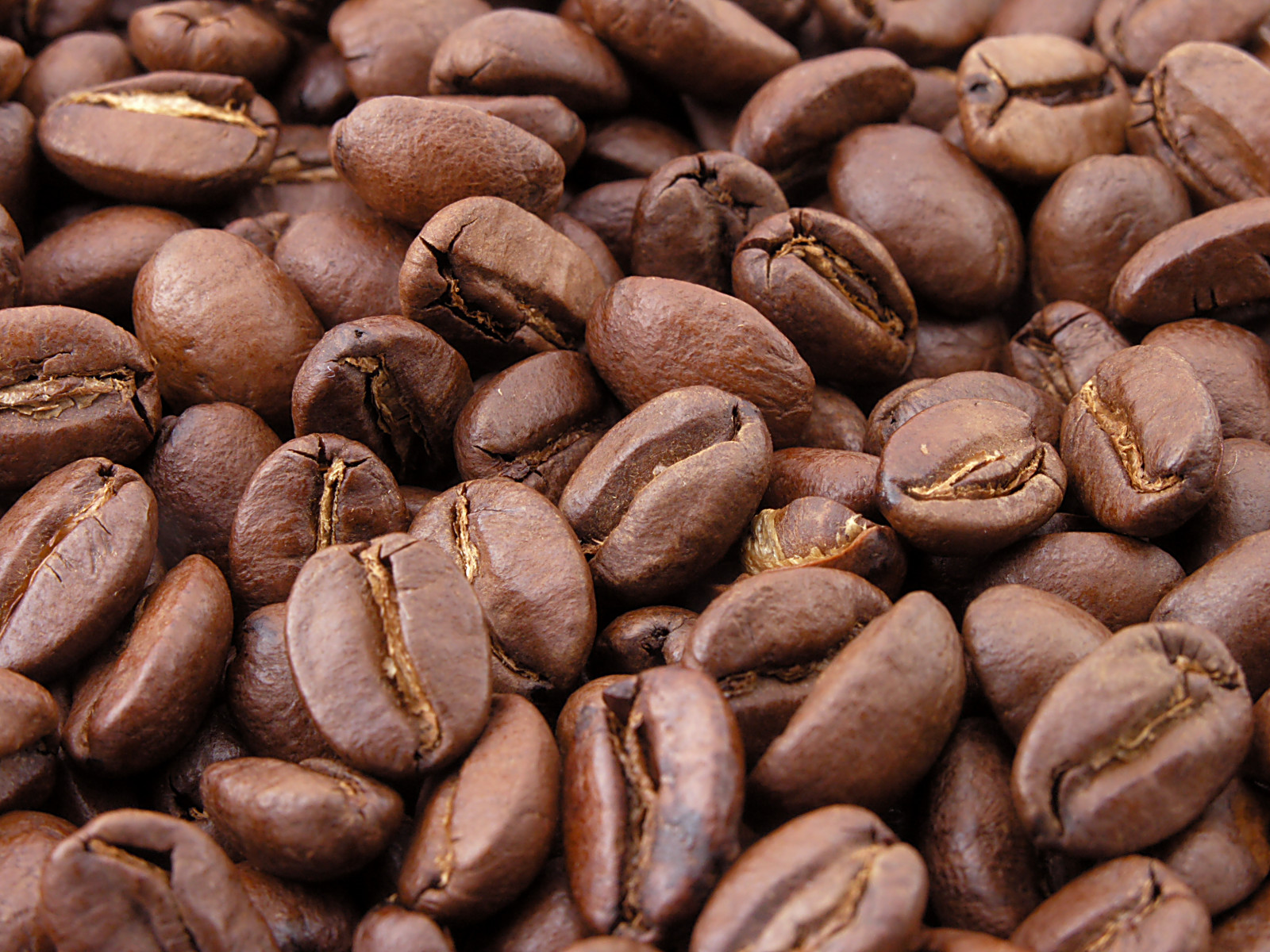
Café

O histórico do desenvolvimento de Tarumã está centrado na atividade agrícola. O solo fértil (terra roxa) proporcionou ao município destaque na produção do café durante boa parte no século XX. Com a chegada da cana-de-açúcar e a instalação de usinas deste segmento, suas terras foram tomadas pelos canaviais que hoje representam a maior parte da produção agrícola.

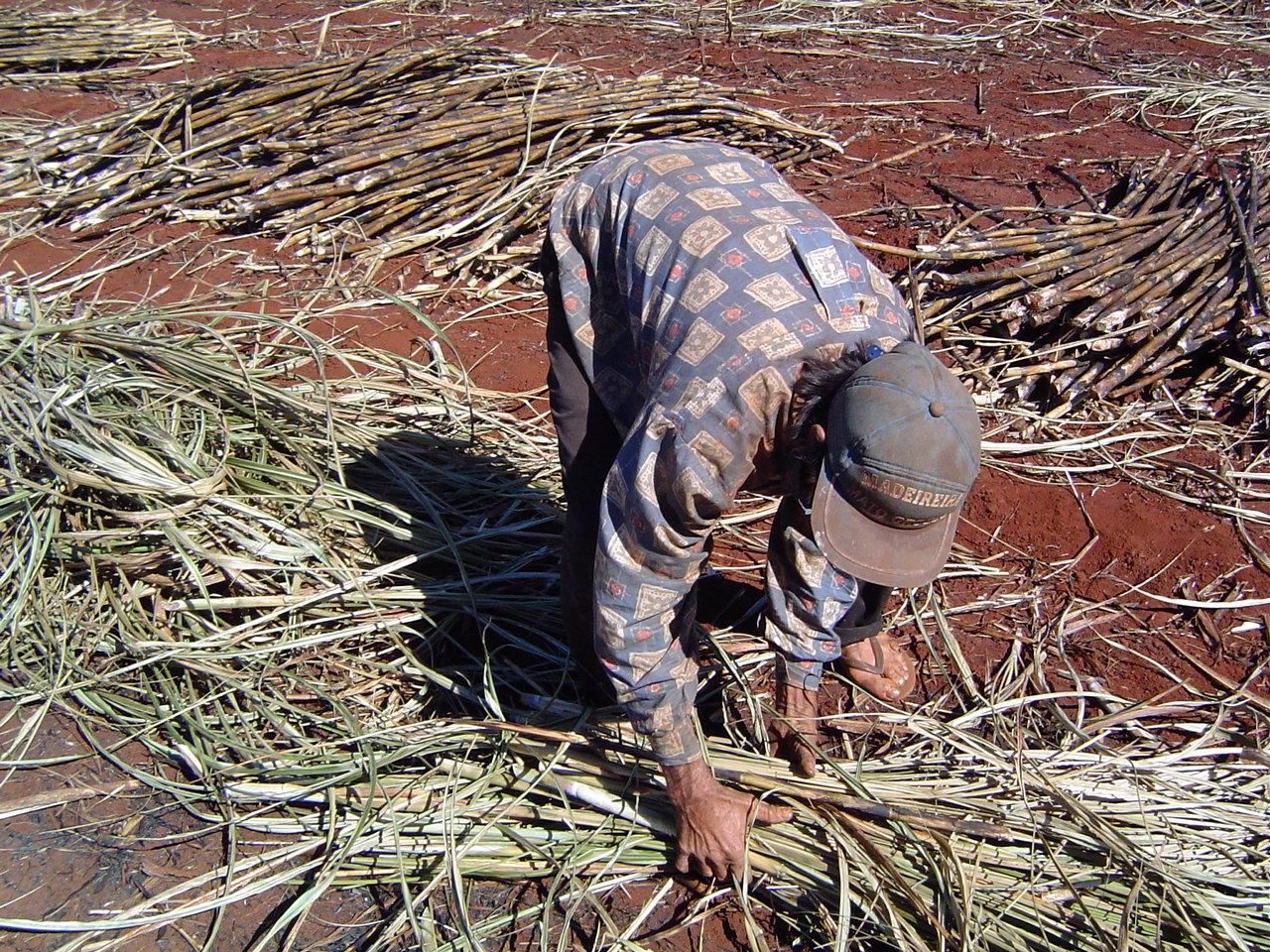
Corte de cana-de-açúcar

O município conta hoje com uma estrutura fundiária de 70% de propriedades de pequeno a médio porte, o que faz que o Governo Municipal apoie a agricultura familiar local com cursos de geração de renda e agregação de valor aos produtos agropecuários destes produtores.
Conta ainda com 2 grandes indústrias do setor.

### Indústria
Um dos principais fatores que propiciaram a emancipação política de Tarumã, incide pela presença do setor secundário no município, mais especificamente agroindústrias ou outras periféricas de suporte à estas. A maior delas é a Raízen que atua no setor sucroalcooleiro.
Além disso, Tarumã possui um distrito industrial com cerca de 26 empresas segundo o site da Prefeitura de Tarumã no ano de 2013

### Comércio
O comércio, apresenta uma estrutura diversificada, tentando alcançar o rol de necessidades do consumidor. A proximidade com Assis facilita o acesso da comunidade local a serviços mais especializados.

## Infraestrutura

### Comunicações
O sistema de telefones automáticos, assim como o sistema de discagem direta à distância (DDD) com o código de área (0183), foram implantados pela Telecomunicações de São Paulo (TELESP).
Na década de 90 o código DDD da cidade foi alterado para (018), para padronização do sistema telefônico com a telefonia celular que estava sendo implantada em todo o estado.

### Saúde
A estrutura de Saúde Pública encontra-se formada com quatro unidades da Saúde da Família e um Centro de Especialidades com um Pronto-Socorro, cobrindo cem por cento do município. Desde o primeiro dia de instalação no município, o serviço de saúde passou a funcionar 24 horas, e conta com um Centro de Reabilitação, CAPS (Centro de Atenção Psicossocial), Saúde Mental, Ambulatório e Vigilância Sanitária.

### Educação
| Escolas Municipais - E.M. José Ozório de Oliveira - E.M. Gilberto Lex - E.M. José Rodrigues dos Santos - E.M. Maria Antônia Benelli - E.M. Hilda Holzhausen Moro - E.M. São José - E.M. Renato de Rezende Barbosa Ensino Superior - Universidade Aberta do Brasil (UFSCAR e UFF) | Escolas Estaduais - E.E. Maria Magdalena de Oliveira - Dona Cota - E.E. da Vila do Lago - E.E. José David Luz Cultura - CIEC - Centro Integrado de Educação e Cultura |

### Transportes
A cidade é entrecortada por, aproximadamente 40 km de rodovias. Os trajetos intermunicipais são realizados pelas empresas AVOA e Guerino Seiscentos, que atendem outros municípios regionais.
Frota
A frota municipal no ano de 2010 era de 4.287 veículos, sendo 2.418 automóveis, 347 caminhões, 117 caminhões trator, 326 caminhonetes, 127 micro-ônibus, 15 motocicletas, 612 motonetas, 68 ônibus e 257 tratores.

## Cultura e lazer
- Bosque Tarumã
- Bosque dos Ipês
- Fonte dos Sonhos
- Praça da Matriz
- Praça das Palmeiras
- Memorial do Centenário de Tarumã
- Ginásio Municipal de Esportes "Ernesto Paitl"
- Parque Vicente Beneli

### Festa do Peão
A festa do Peão de Boiadeiro é a festa que atrai o maior número de pessoas ao município de Tarumã. É organizada por uma comissão designada ao início de cada ano e é realizada por meio de patrocínios e da arrecadação de verbas de eventos.
Além da montaria, a festa conta com shows artísticos, praça de alimentação e cavalgadas. Nos últimos anos a Festa do Peão de Boiadeiro de Tarumã conta com toda infra-estrutura, garantindo segurança e muita diversão aos frequentadores da festa.

## Religião
Quanto à religião, a maioria da população do município é adepta do catolicismo, declarando-se católicos apostólicos romanos. Logo em seguida, em número, vêm os evangélicos de diversas orientações (pentecostais, batistas etc). Segue o quadro com as principais denominações religiosas encontradas em Tarumã, segundo dados do censo 2000 do IBGE:
| Religião     | Porcentagem |
| Católicos    | 74,9%       |
| Evangélicos  | 21%         |
| Sem religião | 4%          |
| Espíritas    | 0,1%        |

Fonte: IBGE 2000 (dados obtidos por meio de pesquisa de autodeclaração).
O Cristianismo se faz presente na cidade da seguinte forma:

### Igreja Católica
- A igreja faz parte da Diocese de Assis.[28]

### Igrejas Evangélicas
Entre as igrejas protestantes históricas, pentecostais e neopentecostais, encontram-se na cidade:
- Assembleia de Deus Ministério do Belém.[31][32]
- Congregação Cristã no Brasil.[33]